# Xã Little Blue, Quận Adams, Nebraska
Xã Little Blue (tiếng Anh: Little Blue Township) là một xã thuộc quận Adams, tiểu bang Nebraska, Hoa Kỳ. Năm 2010, dân số của xã này là 193 người.